# Chou Tai-ying
Chou Tai-ying (* 16. August 1963) ist eine ehemalige taiwanische Fußballspielerin.

## Karriere

### Vereine
Sie spielte von 1987 bis 1989 in der Regionalliga West – der ersten verbandsübergreifenden Liga im deutschen Frauenfußball – für die SSG 09 Bergisch Gladbach. In den Jahren 1988 und 1989 gewann sie mit der Mannschaft die Deutsche Meisterschaft. Nach Japan zurückgekehrt, spielte Tai-ying für den Suzuyo Shimizu FC Ladies in der 1989 gegründeten, aus sechs Vereinen bestehenden eingliedrigen Japan Ladies Soccer League (JLSL). Am Ende der Premierensaison gewann sie mit ihrer Mannschaft den Meistertitel; sie hatte zwölf Tore erzielt.

### Nationalmannschaft
Tai-ying bestritt Spiele für die taiwanische Nationalmannschaft und gewann mit dem Team die Asienmeisterschaft 1981. Im zweiten Gruppenspiel beim 10:0-Sieg über die indonesische Nationalmannschaft erzielte sie fünf Tore.
Des Weiteren nahm sie – wie auch ihre Vereinsmitspielerinnen Hsu Chia-cheng und Shieh Su-jean – an der in der Volksrepublik China ausgetragenen Weltmeisterschaft 1991 teil. Sie bestritt als Spielführerin alle drei Gruppenspiele, erzielte ein Tor und schied mit der Mannschaft im Viertelfinale (0:7 gegen die US-amerikanische Nationalmannschaft) aus.

## Erfolge
Nationalmannschaft
- Asienmeister 1979
- Asienmeister 1981

Suzuyo Shimizu FC Ladies
- Japanischer Meister 1990

SSG 09 Bergisch Gladbach
- Deutscher Meister 1988, 1989
- Meister Regionalliga West 1988, Zweiter der Meisterschaft 1989

## Kontroverse

### Blutabnahmevorfall beim Frauenfußballteam der NTNU
Am 28. November 2024 enthüllten Studentinnen der Frauenfußballmannschaft der National Taiwan Normal University (NTNU) über die damalige Abgeordnete der Demokratischen Fortschrittspartei (DPP), Chen Pei-yu, dass sie von ihrem Trainer und zwei weiteren Professoren zur Teilnahme an einem Forschungsprojekt gezwungen wurden, das gegen das „Gesetz über menschliche Forschung“ verstieß. Das Projekt sah vor, dass die Athletinnen 14 Tage lang dreimal täglich Blutproben abgeben mussten, wobei den Teammitgliedern täglich zweimal von nicht-professionellem medizinischem Personal Blut abgenommen wurde. Bei Nichtkooperation bei den Blutabnahmeexperimenten drohten Strafen wie das Nichtbestehen von Pflichtkursen, der erzwungene Ausschluss aus der Universitätsmannschaft oder sogar eine verzögerte Graduierung. Chou Tai-ying soll zudem die für die Testpersonen vorgesehenen Forschungssubventionen eingezogen und als Teamgebühren verwendet haben.
Nachdem die Nachricht bekannt wurde, soll Chou Tai-ying noch am selben Abend die Studentinnen zu einem Gespräch gebeten und gedroht haben: „Womit habe ich dich denn enttäuscht? Entweder lässt du ihn kommen, um dich zu retten, oder wir verbringen den heutigen Tag hier, denn ich habe auch die ganze Nacht nicht geschlafen.“ Die anfängliche Antwort der Universität, sie habe „noch keine formelle Untersuchung eingeleitet“ und „nicht alles sei vollständig wahr“, wurde von der Öffentlichkeit kritisiert, die der offiziellen Verzögerung, mangelnder Selbstreflexion und fehlender Entschuldigung vorwarf.
Anfang Dezember 2024 entband die Universität Trainerin Chou Tai-ying für zwei Jahre von ihren Verwaltungs- und Traineraufgaben und untersagte ihr ausdrücklich, fortan Sportmannschaften zu leiten.
Am 10. April 2025 stellte der NTNU-Ausschuss für Mobbing-Untersuchungen fest, dass Chou Tai-ying Campus-Mobbing begangen hatte, und empfahl ihre Entlassung sowie ein zweijähriges Beschäftigungsverbot als Lehrerin. Dies wurde an den dreistufigen Lehrerbeurteilungsausschuss zur Prüfung weitergeleitet. Der Lehrerbeurteilungsausschuss folgte der Empfehlung jedoch nicht und verhängte lediglich administrative Strafen wie einen Gehaltsstopp.
Im Mai 2025, nach Abschluss des Hochschulcups, ließ Chou Tai-ying den Studentinnen lediglich über eine Person des Fachbereichs einen handschriftlichen Entschuldigungsbrief vorlesen.
Am 14. Juli 2025 veröffentlichte die National Taiwan Normal University auf ihrer Facebook-Seite eine Erklärung, in der sie mitteilte, dass die Schule ihre Untersuchung der Vorwürfe gegen die Fußballtrainer, die gegen das „Gesetz über menschliche Forschung“ verstoßen haben sollen, abgeschlossen habe. Die Universität gab sechs Punkte bekannt: Die Teilnehmergebühren seien auf die persönlichen Konten der Studierenden überwiesen worden, die Blutproben seien vernichtet worden, die Trainerin sei bereits Anfang Dezember letzten Jahres von ihren Verwaltungs- und Traineraufgaben entbunden worden, und ein Foto von Chou Tai-yings handschriftlichem Entschuldigungsschreiben wurde ebenfalls veröffentlicht. Diese Erklärung wurde jedoch später gelöscht. Am 16. Juli erkannte die Staatsanwaltschaft Taipeh an, dass Chou des Zwangs, der Veruntreuung und ähnlicher Verbrechen verdächtigt wurde, und setzte Chou als Angeklagte in einem „He-Zi-Fall“ (einem Fall im Vorermittlungsstadium) ein.